# NA-1240
La NA-1240 es una carretera española que une Murillo el Cuende con Murillo el Fruto en Navarra. Es también llamada carretera de Traibuenas a Carcastillo por Santacara.

## Recorrido
| Denominación | Kilómetro | Salida                  | Carretera               | Dirección                       |
| ------------ | --------- | ----------------------- | ----------------------- | ------------------------------- |
| NA-1240      | 0         |                         | N-121                   | Tafalla Tudela Pamplona Estella |
| NA-1240      | 1         | Travesía de Traibuenas  | Travesía de Traibuenas  | Travesía de Traibuenas          |
| NA-1240      | 8         | Travesía de Santacara   | Travesía de Santacara   | Travesía de Santacara           |
| NA-1240      | 8         |                         | NA-5330                 | Pitillas Olite                  |
| NA-1240      | 8         |                         | NA-5330                 | Mélida Rada                     |
| NA-1240      | 15        |                         | NA-5311                 | Murillo el Fruto Ujué           |
| NA-1240      | 16        |                         | NA-8604                 | Murillo el Fruto Ujué           |
| NA-1240      | 18        | Travesía de Carcastillo | Travesía de Carcastillo | Travesía de Carcastillo         |
| NA-1240      | 18        |                         | NA-128 NA-534           | Sádaba Cáseda                   |